# Thai AirAsia X
Thai AirAsia X (tiếng Thái: ไทยแอร์เอเชีย เอกซ์) là một hãng hàng không giá rẻ đường dài của Thái Lan có trụ sở tại Sân bay Suvarnabhumi ở Băng Cốc. Đây là liên doanh giữa hãng hàng không Air Asia X của Malaysia và Thai AirAsia.
1. ↑  "ASIA Aviation Public Company Limited". www.aavplc.com. Bản gốc lưu trữ ngày 4 tháng 3 năm 2016. Truy cập ngày 23 tháng 9 năm 2014.
2. ↑  "AirAsia X & Thai AirAsia X To Commence Flights To Narita & Osaka From Kuala Lumpur & Bangkok - AirAsia". www.airasia.com.